# Эрлекс
Эрлекс — село в Гусь-Хрустальном районе Владимирской области России, входит в состав Муниципального образования «Посёлок Уршельский».

## География
Село расположено в 16 км на запад от Гусь-Хрустального на правом берегу реки Поли. Село находится на территории национального парка «Мещёра».

## История
Церковь Николая Чудотворца в погосте Ерлесов впервые упоминается в патриарших окладных книгах в 1676 году. В 1825—1852 годах купцами Панфиловыми в селе Ерлекс была построена каменная церковь Троицы Живоначальной.
В 1940 году церковь была закрыта. Вновь открыта в 1944 году и более не закрывалась.
До постройки Рязанско-Владимирской узкоколейной железной дороги в конце XIX века через село проходил тракт Рязань — Владимир.
В 1904 году Ерликинский погост входил в состав Ягодинской волости Судогодского уезда Владимирской губернии и имел 10 дворов при численности населения 60 человек.

## Население
| 1859 | 1905 | 1926 |
| ---- | ---- | ---- |
| 37   | 60   | 60   |

| 1859 | 1905 | 1926 | 2002 | 2010 | 2021 |
| ---- | ---- | ---- | ---- | ---- | ---- |
| 37   | ↗60  | →60  | ↘7   | ↗10  | ↘1   |

## Транспорт и связь
Село обслуживает сельское отделение почтовой связи Аббакумово (индекс 601553).